# Emma Nevada
Emma Nevada, eg. Emma Wixom, född 7 februari 1859 i Alpha, Nevada County, Kalifornien, död 20 juni 1940 i Liverpool, England, var en amerikansk operasångerska (sopran) särskilt känd för sina framträdanden i operor av Bellini och Donizetti och de franska tonsättarna Ambroise Thomas, Charles Gounod och Léo Delibes. Nevada anses vara en av de främsta koloratursopranerna under senare delen av 1800-talet och tidiga 1900-talet. Hennes mest kända roller var Amina i La sonnambula, och huvudroller i Lakme, Mignon, Mireille och Lucia di Lammermoor.